# Sofía de Hohenzollern
Sofía de Prusia (en alemán: Sophie von Preußen; Königsberg, 31 de marzo de 1582-Kuldīga, 4 de diciembre de 1610) fue una noble alemana. Era la tercera hija del matrimonio entre el duque Alberto Federico de Prusia y María Leonor de Cléveris. Esta última era hija a su vez de Guillermo V el Rico, duque de Jülich-Cléveris-Berg, y de la archiduquesa austriaca María de Habsburgo-Jagellón.
Sofía se casó en 1609 con Guillermo Kettler, duque de Curlandia y Semigalia. De esta unión nació Jacobo Kettler, quien luego se convertiría en el gobernante más exitoso de la historia del ducado.
- Datos: Q1573442
- Multimedia: Sophia of Prussia, Duchess of Courland / Q1573442